# Eelco Sintnicolaas
Eelco Sintnicolaas (Dordrecht, 17 aprile 1987) è un multiplista olandese, medaglia d'argento nel decathlon ai Campionati europei di atletica leggera 2010 di Barcellona.

## Palmarès
| Anno | Manifestazione    | Sede           | Evento    | Risultato | Prestazione | Note                                     |
| ---- | ----------------- | -------------- | --------- | --------- | ----------- | ---------------------------------------- |
| 2005 | Europei juniores  | Kaunas         | Decathlon | 14º       | 5 997 p.    |                                          |
| 2006 | Mondiali juniores | Pechino        | Decathlon | 8º        | 7 416 p.    |                                          |
| 2009 | Europei indoor    | Torino         | Eptathlon | dnf       | dnf         |                                          |
| 2009 | Europei under 23  | Kaunas         | Decathlon | Oro       | 8 112 p.    |                                          |
| 2009 | Mondiali          | Berlino        | Decathlon | dnf       | dnf         |                                          |
| 2010 | Europei           | Barcellona     | Decathlon | Argento   | 8 436 p.    | Miglior prestazione personale            |
| 2011 | Europei indoor    | Parigi         | Eptathlon | 4º        | 6 175 p.    |                                          |
| 2011 | Mondiali          | Taegu          | Decathlon | 5º        | 8 298 p.    | Miglior prestazione personale stagionale |
| 2012 | Giochi olimpici   | Londra         | Decathlon | 11º       | 8 034 p.    |                                          |
| 2013 | Europei indoor    | Göteborg       | Eptathlon | Oro       | 6 372 p.    | Record nazionale                         |
| 2013 | Mondiali          | Mosca          | Decathlon | 5º        | 8 391 p.    | Miglior prestazione personale stagionale |
| 2014 | Mondiali indoor   | Sopot          | Eptathlon | 4º        | 6 198 p.    |                                          |
| 2014 | Europei           | Zurigo         | Decathlon | 4º        | 8 478 p.    | Miglior prestazione personale stagionale |
| 2015 | Europei indoor    | Praga          | Eptathlon | Bronzo    | 6 185 p.    | Miglior prestazione personale stagionale |
| 2015 | Mondiali          | Pechino        | Decathlon | dnf       | dnf         |                                          |
| 2016 | Europei           | Amsterdam      | Decathlon | 16º       | 7 025 p.    |                                          |
| 2016 | Giochi olimpici   | Rio de Janeiro | Decathlon | dnf       | dnf         |                                          |
| 2017 | Mondiali          | Londra         | Decathlon | dnf       | dnf         |                                          |
| 2018 | Mondiali indoor   | Birmingham     | Eptathlon | 5º        | 5 997 p.    | Miglior prestazione personale stagionale |
| 2018 | Europei           | Berlino        | Decathlon | dnf       | dnf         |                                          |